# Гадо-гадо
Гадо́-гадо́ (индон. gado-gado) — блюдо индонезийской кухни. Представляет собой смесь различных варёных либо сырых овощей и некоторых других продуктов, залитую арахисовым соусом. Популярно в различных частях страны, прежде всего, на Яве. Имеет множество вариаций, в частности, региональных.

## Происхождение и распространение
Гадо-гадо считается исконным яванским блюдом, традиционным для центральной и восточной частей острова Ява. Имеет множество местных вариаций, обусловленных большей или меньшей доступностью тех или иных ингредиентов в различных регионах. Во второй половине XX века гадо-гадо распространилось в других частях Индонезии, где по-прежнему чаще всего воспринимается как яванское или джакартское кушанье, и, в меньшей степени, в сопредельных странах — Малайзии, Сингапуре, а также в Нидерландах, бывшей метрополии Индонезии, где является одним из наиболее популярных блюд этнических индонезийских ресторанов.

## Приготовление и разновидности
Гадо-гадо фактически представляет собой аналог европейского салата — его ингредиенты могут быть в той же степени разнообразны. Объединяющим элементом для всех вариаций блюда является арахисовый соус, которым оно обильно заправляется. Кроме того, для гадо-гадо характерна овощная основа. Наиболее распространёнными добавками к овощам являются варёные яйца, тофу, темпе и крупук. Гадо-гадо с добавками рыбы или мяса является достаточно редким исключением.
Такие растительные продукты, как картофель, батат, маниок, кукуруза, кабачки, баклажаны, фасоль, употребяляются в гадо-гадо в варёном виде. Морковь, различные виды капусты, шпинат, репчатый лук, молодые ростки сои и бамбука могут использоваться как в варёном, так и в сыром виде. Помидоры, огурцы, листовой салат и различная зелень обычно нарезаются в сыром виде. Тофу и темпе используются как в натуральном, так и в обжаренном виде. Все продукты нарезаются, как правило, довольно крупно — значительно крупнее, чем в европейском салате.
Арахисовый соус, которым заправляется гадо-гадо, имеет несколько вариаций, однако основой его неизменно служит измельчённый арахис, жаренный в арахисовом масле. При жарке в арахисовую массу добавляется соевый соус либо кокосовое молоко, сок лайма или лимона, часто кокосовый сахар, чеснок, красный перец и другие специи, иногда измельчённый репчатый лук. В готовом виде соус представляет собой достаточно густую жидкость, имеющую различные оттенки коричневого цвета. Традиционно арахисовый соус готовится непосредственно перед его использованием, однако в настоящее время как в домашних условиях, так и в учреждениях общепита гадо-гадо часто заправляется заливкой, приготовленной впрок, либо готовым соусом промышленного производства.
Уже смешанное и залитое соусом гадо-гадо очень часто посыпается крупуком различных видов, в частности, ремпейе́ком, приготовляемым с добавлением растёртого либо дроблёного арахиса, или эпми́нгом, приготовляемым из растёртых жареных плодов мелинджо, а также жареными стружками репчатого лука.
«Салатная» композиция и заправка арахисовым соусом роднят гадо-гадо с другим популярным блюдом индонезийской кухни — кетопраком. Однако, разница между ними достаточно существенна: если основу гадо-гадо всегда составляют овощи, то в кетопрак они добавляются лишь в небольших количествах, и то не всегда. Основными ингредиентами кетопрака являются рисовая лапша, тофу и проростки сои: первая никогда не используется в гадо-гадо, а два вторых — лишь в некоторых разновидностях этого кушанья.
Гадо-гадо обычно служит самостоятельным блюдом. Иногда вместе с ним на тарелке подается рыба, кусочки курятины или мяса — в этом случае оно фактически превращается в гарнир. Это блюдо пользуется широкой популярностью, прежде всего, в связи с его дешевизной. Оно, как правило, присутствуют в меню индонезийских ресторанов и харчевен, специализирующихся на национальной кухне, а также часто продаётся с тележек уличными разносчиками.

## Гадо-гадо в популярной индонезийской культуре
Из-за разнородности компонентов блюда слово «гадо-гадо» приобрело в индонезийском языке устойчивое переносное значение: всякая всячина, мешанина, ассорти — подобно тому, как в русском языке сходное значение приобрело слово «винегрет». Этим названием часто озаглавливаются газетные рубрики «всякой всячины». «Музыкальным гадо-гадо» называется попурри. «Языком гадо-гадо» часто называют индонезийский язык, обильно насыщенный заимствованиями из одного или нескольких местных языков страны — распространённое явление для многих полиэтнических регионов Индонезии.

## Галерея
- Гадо-гадо из огурцов, зелёной фасоли, салата и яиц, посыпанное крупуком
- Гадо-гадо, посыпанное ореховым крупуком — эмпингом
- Вариант гадо-гадо, принятый у минангкабау
- Гадо-гадо с ещё не смешанными ингредиентами